# O Mistério da Casa Verde
O Mistério da Casa Verde é um livro de Moacyr Scliar, publicado em 2000 pela Editora lelivro. 

## Sinopse
A obra trata de um grupo de amigos, liderados por Arturzinho, que decide transformar o casarão abandonado da cidade de Itaguaí em um clube no qual pudessem escutar música alta sem ouvir reclamações por causa do barulho. Ao se deparar com um grande mistério, a turma acaba recorrendo ao conto O Alienista, de Machado de Assis, no qual o mesmo casarão, a Casa Verde, havia sido um hospício para estudar os loucos da cidade. Estudando o passado do século XIX, os amigos tentam compreender o presente e desvendar o mistério. 